# Luis María Drago

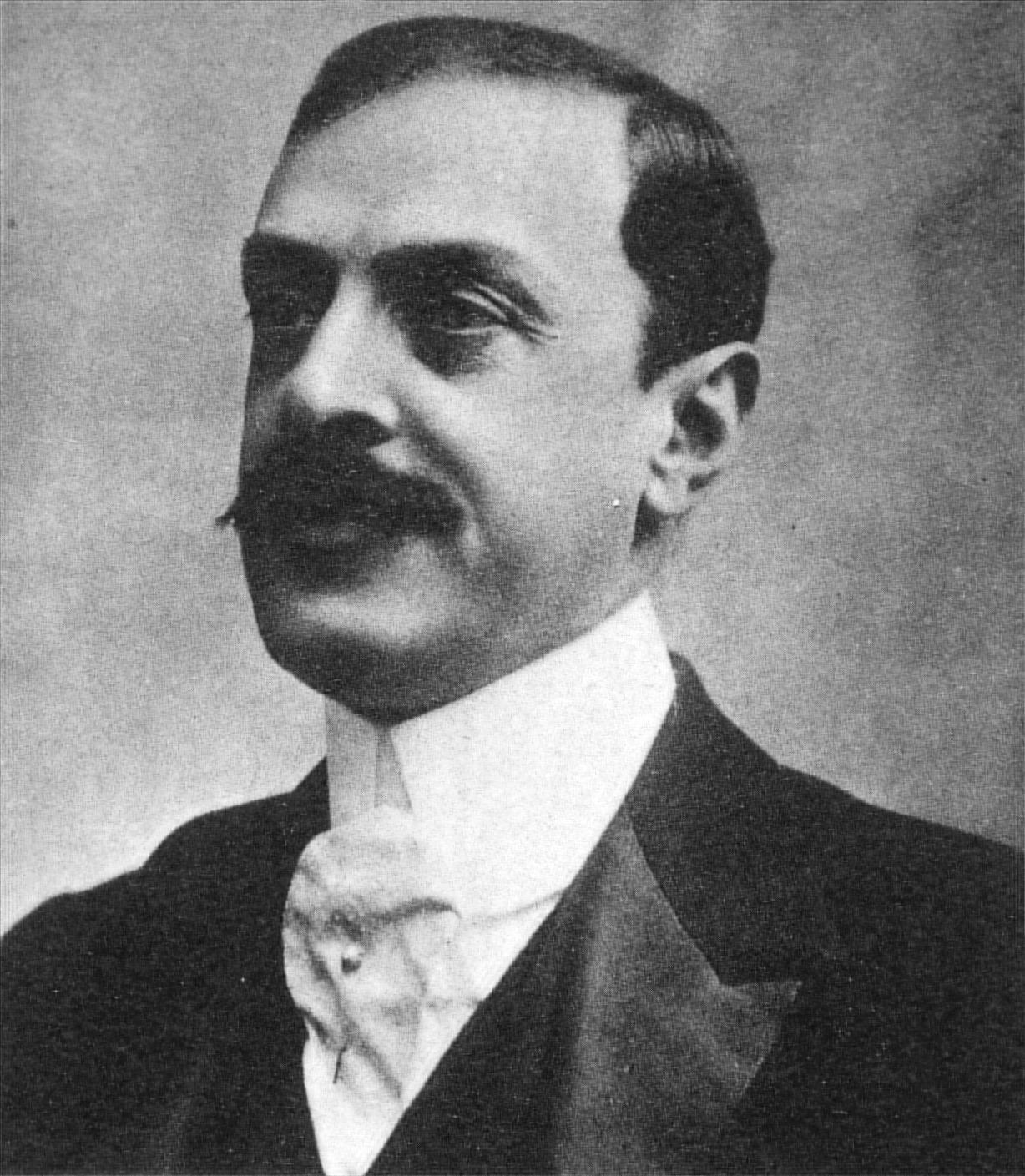
Luis María Drago

Luis María Drago (* 6. Mai 1859 in Buenos Aires; † 9. Juni 1921 ebenda) war ein argentinischer Jurist und Politiker.

## Werdegang
Er wirkte zwischen 1902 und 1903 als Außenminister seines Heimatlandes und war später Mitglied des Ständigen Schiedshofs in Den Haag. 1907 vertrat er Argentinien während der zweiten Haager Friedenskonferenz. Nach dem Ende des Ersten Weltkriegs war er vom neugegründeten Völkerbund dazu eingeladen worden, an der Ausarbeitung des Statuts des Ständigen Internationalen Gerichtshofs mitzuarbeiten. Er starb jedoch kurze Zeit später.
Bekannt wurde Drago hauptsächlich aufgrund der von ihm entwickelten und nach ihm benannten Drago-Doktrin, eines Verbots einer bewaffneten Intervention von europäischen Staaten in das Territorium amerikanischer Staaten zur Eintreibung von Staatsschulden, das eine Weiterentwicklung der Monroe-Doktrin des früheren amerikanischen Präsidenten James Monroe darstellte.